# 石井萌萌果
石井萌萌果（日语：／ Ishii Momoka，2002年12月19日—），日本女演員，為偶像團體Pocchimo成員之一。BOX CORPORATION所属（在2015年之前為中央兒童劇團所属）。

## 简历
2009年小學一年級，在朝日电视台播出的日剧我的乖乖女和相叶雅纪合演。

## 出演

### 电影
- （2007年）[3]：飾 玖實（童年）
- （2009年）：飾 小夜（童年）
- （2009年）：飾 菊枝（童年）

### 电视剧
- 新娘犯太歲（2006年、TBS電視台）
- 最後一集（2007年、東海電視台・富士電視台）：飾 眉川悠子
- 父女七日变（2007年、TBS電視台）：飾 川原小梅（童年）
- 1磅的福音（2008年、日本電視台）：飾
- 熱血律師 第1集（2008年、日本電視台）[4]：飾 池上真希
- season 3（2008年、朝日電視台）：飾
- 第1集（2008年、朝日電視台）：飾
- （2008年、朝日電視台）：飾 綾子
- （2008年、東京電視台）：飾 寿里（童年）
- （2008年、東京電視台）：飾
- （2009年、朝日電視台）：飾
- 相棒 Season 8 第14集（2010年2月3日、朝日電視台）[3]：飾 山口七海
- 怪物小王子 SP（2010年6月26日、日本電視台）[3]：飾
- 魚干女又怎樣2（2010年、日本電視台）[4]：飾 淺田千夏
- 第4集（2010年11月14日、TBS）：飾 月野芽衣
- 鋼之女2（2011年、朝日電視台）[4]：飾 曾根美月
- 櫻蘭高校男公關部（2011年、TBSテレビ）[3]：飾 藤岡春日（年少期）
- ATARU第六集（2012年、TBSテレビ）[3]：飾 水瀨咲繪（年少期）
- 管家西園寺的名推理第六集（2018年、テレビ東京）[4]：飾 植村詩央里

### 動畫
- 東京喵喵NEW（2022年、東京電視網）：聲 藤原石榴[5]